# Lövgärdets kyrka
Lövgärdets kyrka var en kyrkobyggnad som dekonsekrerades den 19 juni 2016. Åren 2014−2016 tillhörde den Angereds församling och 1973−2014 Gunnareds församling i Göteborgs stift. Den ligger i Lövgärdet i stadsdelen Angered i Göteborgs kommun.

## Kyrkobyggnaden
Kyrkan uppfördes 1973 efter ritningar av arkitekt Sidney White och invigdes den 2 december, den första söndagen i advent, samma år. Den integrerades stilmässigt med Lövgärdets övriga centrumbebyggelse från 1970-talet och sammanbyggdes med församlingshemmet, men som en självständigt del med egen entré. Själva kyrkorummet var kvadratiskt utan avgränsat kor.  
Framför ingången byggdes en fristående klockstapel med brun- och vitmålad träpanel, utförd som en kub vilande på smäckra ben. 

## Inventarier
Till inventarierna i Lövgärdets kyrka hörde bland annat:
- Altare av ljust trä, framtill med utbytbara plåtar i de olika liturgiska färgerna.
- Dopfunt av ljust trä med fyrsidig rak fot och fyrsidig rak cuppa med en rund fördjupning på ovansidan för tillhörande dopskål av hamrat tenn. På cuppans sidor utbytbara emaljerade plåtar i de olika liturgiska färgerna.
- Orgel i form av en kororgel, tillverkad 1975 av Grönlunds orgelbyggeri, med sju stämmor.
- Predikstol av ljust trä med raka sidor och en ovandel vars sidor har utbytbara plåtar i de liturgiska färgerna.
- Textilier utförda av Britta och Gunnar Haking samt Agda Österberg. En textil triptyk med tre kvadratiska bonader utgjorde altaruppsats, den i mitten visade en nattvardsscen. Över bonaderna hängde ett stort kors i trä.

Efter dekonsekreringen flyttades bevaransvärda inventarier till andra kyrkor i Angereds församling.

## Efter dekonsekrering
Den före detta kyrkans lokaler användes efter dekonsekreringen en tid som transitboende för ensamkommande flyktingbarn. Transitboendet lades ned samma år, 2016. Efter detta bedrevs en fristående förskola i lokalerna. Denna förskola fick verksamhetsförbud i juni 2020 efter misstankar om att verksamheten stod under inflytande av personer misstänkta för koppling till islamistisk extremism och brister i verksamheten. Från hösten 2020 bedrivs fristående pedagogisk omsorg för barn i lokalerna av Ströms slott AB, ett bolag som ägs av företagaren Magnus Olsson, som också äger Ströms slott.